# Усеин Боданински
Усеин Абдрефиев Боданински (Üsein Abdurefi oğlu Bodaninskiy, Усеин Абдурефи огълу Боданинский) е кримски татарин историк, художник, изкуствовед, етнограф и първи директор на Ханския дворец в Бахчисарай.

## Биография
Роден е на 1 декември 1877 г. в Бадан, Руска империя, в кримско-татарско семейство. Баща му е учител на Симферополското национално татарско училище. През 1888 г. завършва държавно училище. В периода 1888 – 1895 г. учи в Татарската учителска школа в Симферопол, през 1895 – 1905 г. – в училището в Строганов, Москва. След завършването си, до 1907 г., преподава графика в Симферополското търговско училище. От 1907 г. е ръководител на художествено-промишленото училище в Строгановското училище. В него преподава рисуване. От 1911 до 1917 г. работи като художник декоратор в Санкт Петербург.
Завръщайки се в Крим през 1916 г., на 31 март организира и ръководи Бахчисарайското отделение на Петроградското дружество за защита и запазване на изкуството и съкровищата в Русия, чиито членове са създали Татарския музей за изкуство и история. На 25 септември 1917 г., с решение на Временния мюсюлмански изпълнителен комитет на Крим, е назначен за директор на двореца, което е потвърдено с решение на представител на Временното правителство на 4 (17) октомври 1917 г. На 18 март 1922 г. е създаден музея и е назначен за негов първи директор. Автор е на над 20 научни статии. През 1934 г. е отстранен от длъжността директор на музея. През 1935 – 1937 г. работи като художник в Москва и Грузия. През 1937 г. арестуван е по обвинения в националистическа дейност в Тбилиси. На 17 април 1938 г. разстрелян в Симферопол.